# Thomas Solymosi
Thomas Solymosi, Solymosi Tamás (Budapest, 1956 –) francia-magyar zeneszerző. Szakít a posztmodernnek vagy avantgárdnak nevezett destrukcionizmussal, kakofóniával. Zenéje múltista, a barokk hagyományokhoz nyúlik vissza formában és hangzásban.

## Életpálya
1956-ban Budapesten született. Zongoratanulmányai után Baróti Istvánnak, az Esztergomi Bazilika orgonistájának növendéke volt. A Bartók Béla Zeneművészeti Szakközépiskola és Gimnáziumban érettségizett 1979-ben. 1980-ban emigrált Franciaországba, és Bordeaux-ban telepedett le. Francis Chapelet tanítványa lett, majd zenei diplomát szerzett. A St Martial (1980–1986, 1996–1999), St Remi (1986–1989), St Geneviève (1986–1988), St Ferdinand (2000–) templomok orgonistája lett. A S.A.C.E.M. tagja lett.

## Műveiről
Solymosi Tamás sok művét egzotikus, a legtöbb orgonista számára érdektelen hangszerekre írta. Ilyenek a portugál orgonákra írt pedál nélküli művei, például a Passacaille portugaise. Sok művet írt korzikai orgonákra, ilyenek pl.: Hymne de Lumio, Hymne de Vallica, Hymne de San Antonio, Hymne de Calvi, ez utóbbinál az orgonán található 2 nyelv billentyű (nem regiszter, csak 2 hangmagasságban szól!) különleges hangzását használta ki. Magyar orgonákra is komponált, az Etyek himnusza című művének 2008 októberében volt ősbemutatója az etyeki Római Katolikus templomban.

### Orgonaművei
- 1/ Chaconne Ed
- 2/ Fantaisie Ed
- 3/ Introduction et Passacaille en la mineur Ed
- 4/ Cantabile Ed
- 5/ Sortie I Ed
- 6/ Sortie II Ned
- 7/ Offertoire Ed
- 8/ Dialogue sur la trompette et la tierce Ed
- 9/ Lento Ed
- 10/ Kyrie Ed
- 11/ Pièce pour orgue et variations sur un choral hongrois (grande pièce symphonique) Edm
- 12/ La Passacaille de Wasselonne Ed
- 13/ Interlude pour l’office du soir Edm
- 14/ Pedalexercitium (I-VIII)
- 15/ Canon Edm
- 16/ Canon à l’octave de dessous Ed
- 17/ Pastorale Ned
- 18/ L’ivrogne et vses visions Ned
- 19/ Nuages Ned
- 20/ La danse du feu Ned
- 21/ Inachevée Ned
- 22/ Toccata lusitanienne Ed
- 23/ Sopralude pour l’élévation Edm Toccata Edm
- 24/ Chaconne portugaise Ed
- 25/ Après lecture I Edm
- 26/ Tchacota (Grande pièce) Edm
- 27/ Petite chaconne du jour Edm
- 28/ Cornetto Edm
- 29/ Après lecture II Edm
- 30/ Danse florale Edm
- 31/ Toccata II Edm
- 32/ Chaconne de minuit Ed
- 33/ Chaconne de l’instant Edm
- 34/ Chaconne du lever du jour Edm
- 35/ Passacaille portugaise Edm
- 36/ Chaconne après minuit Edm
- 37/ Chaconne sur les B,A,C,H, Edm
- 38/ Passacaille sur les B,A,C,H, Edm
- 39/ Morceau Edm
- 40/ Aux anchois de Camogli Edm
- 41/ Chaconne de Nuit Edm
- 42/ Chaconne aux chiens Edm
- 43/ Goldberg Passacaglia Edm
- 44/ Chaconne de Procida Edm
- 45/ Passacaille napolitaine Edm
- 46/ Passacaille pour Noël Edm
- 47/ Passacaille de ANO NOVO pour orgues portugaises sans pédalier

## Nem orgonára írt művei
- 1/ Deux pièces pour flûte et piano
- 2/ Variations pour 3 flûtes
- 3/ Pièce pour 2 flûtes et piano
- 4/ Trois chants pour voix de femme avec piano et flûte
- 5/ Morceau pour flûte
- 6/ Le pas de la mule pour flûte
- 7/ La Déesse de Ségeste pour flûte grave (suite en 5 mouvement)
- 8/ Pièce pour orchestre
- 9/ Suite n°1 et n°2 pour violoncelle